# جان منتی
جان منتی (انگلیسی: Johannes Manthey؛ زادهٔ ۸ مارس ۱۹۱۴) بازیکن فوتبال اهل آلمان است.
از باشگاه‌هایی که در آن بازی کرده‌است می‌توان به باشگاه فوتبال دسائو ۰۵، باشگاه فوتبال دویسبورگ، باشگاه ورزشی وردر برمن، و باشگاه فوتبال ماگدبورگ ۱ اشاره کرد.